# Savino Pezzotta
Savino Pezzotta (ur. 25 grudnia 1943 w Scanzorosciate) – włoski polityk, działacz związkowy, lider partii Biała Róża.

## Życiorys
Od 1959 do 1974 był pracownikiem przemysłu tekstylnego. W pierwszej połowie lat 60. został członkiem Włoskiej Konfederacji Pracowniczych Związków Zawodowych (CISL). Od 1974 był etatowym działaczem związkowym. Działał też w ruchu politycznym pracujących (Movimento Politico dei Lavoratori), organizacji lewicowych katolików. W latach 1993–1998 stał na czele CISL w Lombardii. Od 2000 do 2006 kierował całą konfederacją.
W 2008 wraz z dwoma parlamentarzystami Unii Chrześcijańskich Demokratów i Centrum (Brunem Tabaccim i Mario Baccinim) współtworzył nowe ugrupowanie pod nazwą Biała Róża. Partia ta weszła zaraz po powstaniu w koalicję właśnie z UDC, tworząc wspólną listę wyborczą (pod nazwą Unia Centrum). Z jej ramienia Savino Pezzotta w przedterminowych wyborach w tym samym roku uzyskał mandat posła do Izby Deputowanych XVI kadencji. W 2009 został liderem Białej Róży (wcześniej pełnił w niej techniczną funkcję przewodniczącego). Rok później kandydował w wyborach regionalnych na urząd prezydenta Lombardii. W 2013 wraz ze swoim ugrupowaniem odszedł z UdC.